# Bunri ha

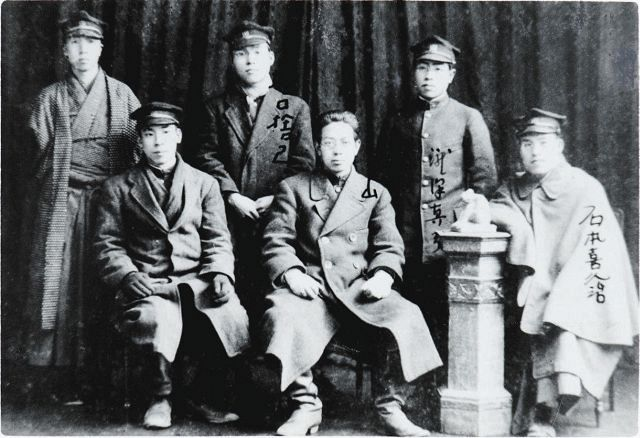
Photo de groupe du mouvement Bunri ha prise le 3 février 1920, avec au premier rang de gauche à droite Yamada Shigeru, Yamada Mamoru et Ishimoto Kikuji, et au deuxième rang de gauche à droite, Morita Keiichi, Horiguchi Sutemi et Takizawa Mayumi

Le mouvement Bunri ha (分離派建築会, Bunriha Kenchiku Kai, littéralement groupe pour une architecture sécessionniste) est un groupement d'architectes japonais créé en 1920 prônant une approche moderniste de l'architecture, inspirée de la Sécession viennoise. Ses membres comme Ishimoto Kikuji cherchent à obtenir des bâtiments esthétiques en passant par l'équilibre des formes et des volumes, et la symétrie des motifs, et non par la copie de styles historiques.

## Sources